# ジミー・クルックス
ジェームズ・デール・クルックス2世（James Dale Crooks II, 2001年7月19日 - ）は、 アメリカ合衆国テキサス州タラント郡ユーリス出身のプロ野球選手（捕手）。右投左打。MLBのセントルイス・カージナルス傘下所属。

## 経歴
2022年のMLBドラフト4巡目（全体127位）でセントルイス・カージナルスから指名され、プロ入り。契約後、傘下のA級パームビーチ・カージナルスでプロデビュー。23試合に出場して打率.266、3本塁打、7打点を記録した。
2023年はA+級ピオリア・チーフスとAAA級メンフィス・レッドバーズでプレーし、2チーム合計で115試合に出場して打率.271、12本塁打、73打点、2盗塁を記録した。オフにはアリゾナ・フォールリーグに参加し、スコッツデール・スコーピオンズに所属した。
2024年はAA級スプリングフィールド・カージナルスでプレーし、90試合に出場して打率.321、11本塁打、62打点、4盗塁を記録した。マイナー全日程終了後にはテキサスリーグのMVPに選出されている。

## プレースタイル
打撃は速球を捉える際のミスショットを課題とする反面、広角に打ち分ける巧打を売り物とする。守備は強肩好守を誇る。

## 詳細情報

### 記録
MiLB
- テキサスリーグ最優秀選手賞（英語版）：1回（2024年）